# Fonón

Progresión de los modos normales de vibración a través de un cristal.

Un fonón es una cuasipartícula o modo cuantizado vibratorio que se halla en redes cristalinas como la red atómica de un sólido. El estudio de los fonones es una parte importante en la física del estado sólido debido a que desempeñan una función muy importante en muchas de sus propiedades físicas, incluidas las conductividades térmica y eléctrica. El concepto de fonones fue introducido en 1932 por el físico soviético Igor Tamm.
En particular, las propiedades de los fonones de longitud de onda larga generan sonido en los sólidos, por ejemplo al golpear fragmentos de fonolitas: rocas ígneas extrusivas. De aquí el nombre fonón, del griego φωνέ: foné, que significa sonido. En aislantes, los fonones constituyen el proceso primario por el cual se genera la conducción de calor.
Los fonones son una versión mecano-cuántica de un tipo especial de movimiento vibratorio denominado –en Mecánica clásica– modos normales, es decir, es una onda que se propaga por la red de un cristal, que puede describirse bajo ciertas condiciones como un paquete de energía al igual que un fotón. Por lo cual cada parte de una red oscila con la misma frecuencia.
Estos modos son importantes, debido a un resultado bien conocido en mecánica clásica: cualquier vibración arbitraria de movimiento de una red puede considerarse una superposición de modos normales con diversas frecuencias.
En este sentido, los modos normales son las vibraciones elementales de una red. Aunque tales modos son semejantes al fenómeno ondulatorio en Mecánica clásica, si la red se analiza según la Mecánica cuántica también adquieren ciertas propiedades de partícula (véase Dualidad onda corpúsculo).
La teoría cuántica permite comparar las oscilaciones que se propagan en el cuerpo sólido a la velocidad del sonido con las partículas ficticias denominadas fonones. Cada partícula se caracteriza por una energía que es igual a la constante de Planck multiplicada por la magnitud que en Física clásica se conoce como frecuencia de oscilación {\displaystyle \nu \,}.
Esto significa que la energía del fonón es igual a {\displaystyle h\nu \,}. La representación (ilustración) de los fonones permite afirmar que en el cuerpo sólido los movimientos térmicos están condicionados –precisamente– por ellos, de modo que a la temperatura del cero absoluto no existen fonones, y como consecuencia del aumento térmico su cuantía crece de manera «no lineal», sino según una ley más compleja, para temperaturas bajas, proporcional al cubo de la temperatura.
Se puede considerar al cuerpo sólido como una vasija que contenga un «gas de fonones», al cual, a temperaturas no muy altas, se le pueden atribuir características de gas ideal, analizable mediante estadística de Bose-Einstein. Como en el caso de un gas «corriente», el transporte del calor en el gas de fonones se realiza por choques de  fonones contra átomos de la red. Por eso el coeficiente de conductividad térmica del cuerpo sólido se puede expresar mediante la fórmula siguiente:
| Símbolo                  | Nombre                                                 |
| ------------------------ | ------------------------------------------------------ |
| {\displaystyle \kappa }  | Coeficiente de conductividad térmica del cuerpo sólido |
| {\displaystyle \rho }    | Densidad del cuerpo                                    |
| {\displaystyle \lambda } | Recorrido libre medio de los fonones                   |
| {\displaystyle v_{s}}    | Velocidad del sonido en el sólido                      |
| {\displaystyle c_{v}}    | capacidad calorífica específica                        |

El cálculo del recorrido libre medio, {\displaystyle \lambda \,}, de los fonones es un poco más complejo. Cualitativamente ese cálculo muestra que esta magnitud, el recorrido libre, es inversamente proporcional a la temperatura absoluta.